# Bastón de Laredo
El bastón de Laredo se refiere a la autoridad territorial que obtuvo la localidad de Laredo (Cantabria, España) en la segunda mitad del siglo XVIII. La preponderancia que había alcanzado Laredo desde el siglo XVI como autoridad territorial de las Cuatro Villas de la Costa, y por encontrarse en la villa la sede habitual del corregidor de la Hermandad de las Cuatro Villas de la Costa avivó el deseo de obtener de modo oficial la titulación de capital de esta demarcación territorial.

## Primeras referencias a la villa de Laredo

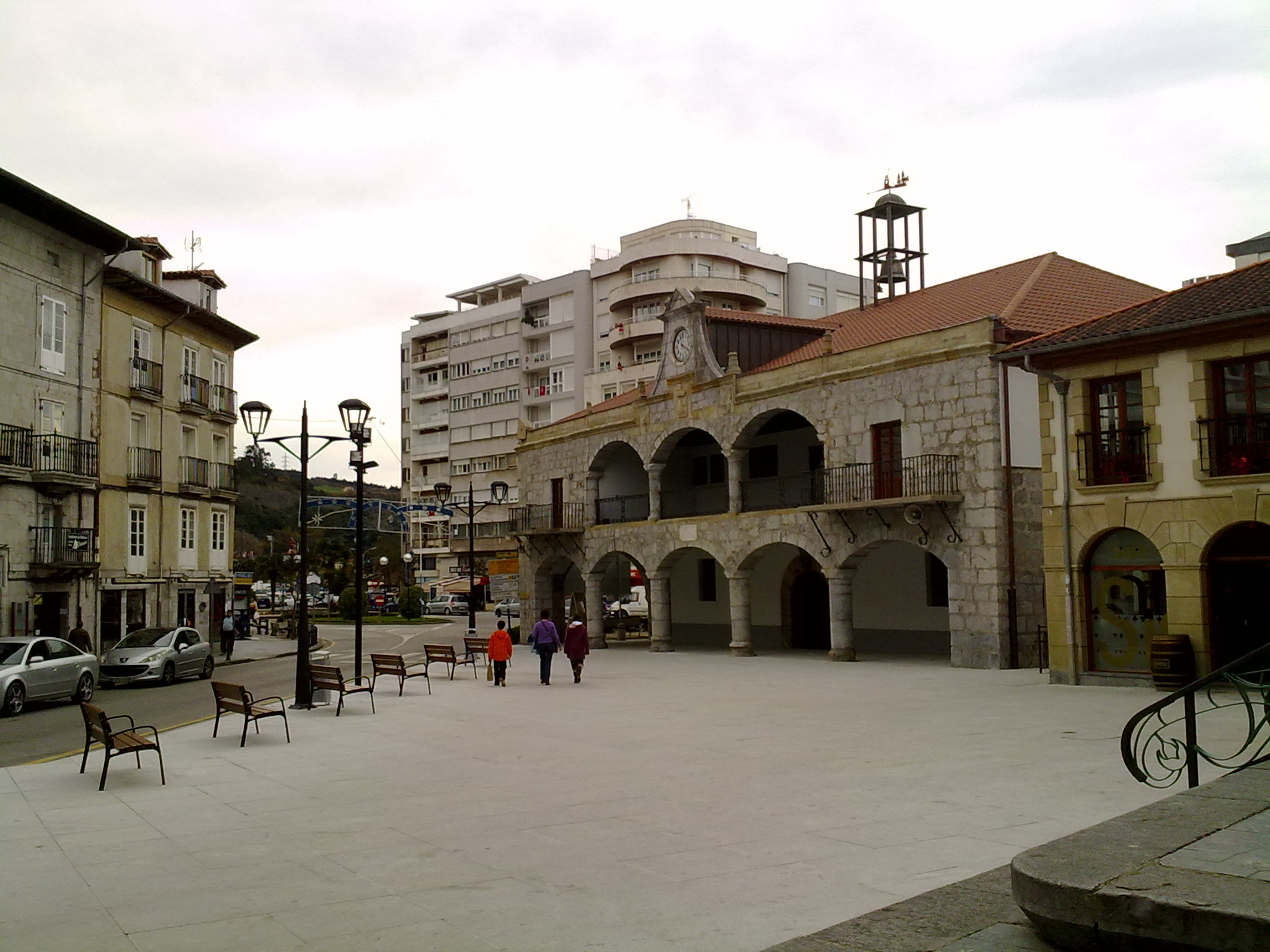
Casa Consistorial proyectada por Simón de Bueras (1561). Sede del Ayuntamiento de Laredo hasta 2008.

Los primeros documentos sobre la existencia de la villa; se sitúan en el siglo XI. El primitivo núcleo se formó alrededor del monasterio de San Martín y tuvo un crecimiento ascendente durante toda la Edad Media.

## Nacimiento de la Hermandad de las Cuatro Villas de la costa.
En el año 1200 el rey Alfonso VIII les concede el Privilegio Viejo, convirtiéndose, junto con Santander, Castro-Urdiales y San Vicente de la Barquera, en una de las Cuatro Villas de la Costa.

## Importancia histórica de Laredo y de la actividad de su puerto.
A partir del siglo XV, debido a la relevancia que va adquiriendo el comercio con Flandes, Inglaterra y Francia y hasta el XVII... Laredo, alcanza importancia regional y se instala allí, la sede ordinaria del corregidor de las Cuatro Villas, posteriormente lo haría el regimiento de milicias. Durante siglos la villa tuvo una relativa estabilidad, alterada por los incendios, las pestes y la lucha contra los franceses que provocaron momentos de decadencia. Laredo destacó por su poderío marítimo y su actividad mercantil, siendo en 1529 el único puerto de la Costa Cantábrica, entre Bilbao y Avilés, habilitado para las expediciones a América.Las sucesivas presencias de personajes reales denotan su significación histórica. Destaca la del rey Carlos V en 1556 camino de su retiro al monasterio de Yuste.

## Renovación de la Villa de Laredo.

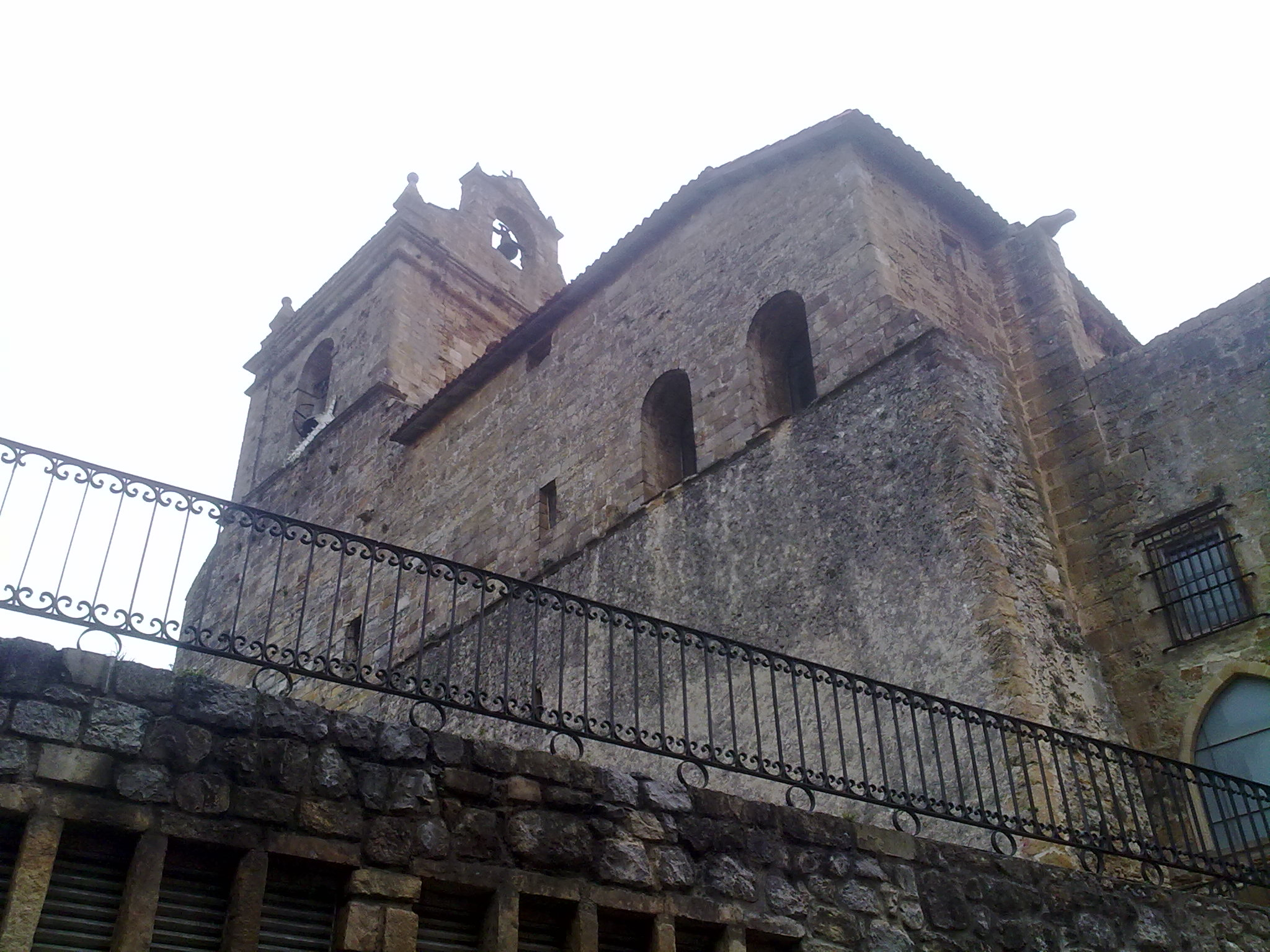
Iglesia de Santa María de la Asunción de Laredo. Principios del.

Durante el siglo XVI Laredo sufrió un fuerte desarrollo económico que dio lugar a la reforma del puerto, con la finalidad de adecuarlo al comercio con Europa y América, y a la renovación de la villa, que llega de la mano de una nueva arquitectura civil y religiosa renacentista. Símbolo del destacado papel alcanzado por el poder civil en la villa de Laredo se levantaron en el siglo XVI las Casas Consistoriales, situándolas en pleno centro de la actividad mercantil, junto a los muelles. Al día de hoy, se conservan algunas casonas y palacios del siglo XVI, como la Casa de los Villota, que había sido ocupada por los frailes franciscanos hasta la construcción de su convento, y la Casa donde habitó el corregidor de la Hermandad de las Cuatro Villas de Costa, conocida como la Casa del Condestable. Del siglo XVII se conserva la Casa de la familia Mar y del XVIII la Casa de Zaráuz y la de Diego Cacho. Todas ellas presentan en sus fachadas los ricos escudos con las armas de sus linajes.

## Cronología de acontecimientos.
En 1629 Laredo se convirtió en capital de hecho del Corregimiento de las Cuatro Villas de la Costa de la Mar, pasando al cobro de las recaudaciones de los impuestos reales. Tan sólo diez años más tarde, en 1639, la villa fue objeto del asalto y saqueo por parte de las tropas del arzobispo de Burdeos y ministro de la marina del cardenal Richelieu, Henri d´Escubleau de Sourdis. Esto agravó la difícil situación económica de la localidad, que veía mermar el puerto, a causa del crecimiento de los arenales, llevando a la villa a perder su posición dominante frente a la emergente Santander.

## Evolución del espacio territorial del bastón de Laredo

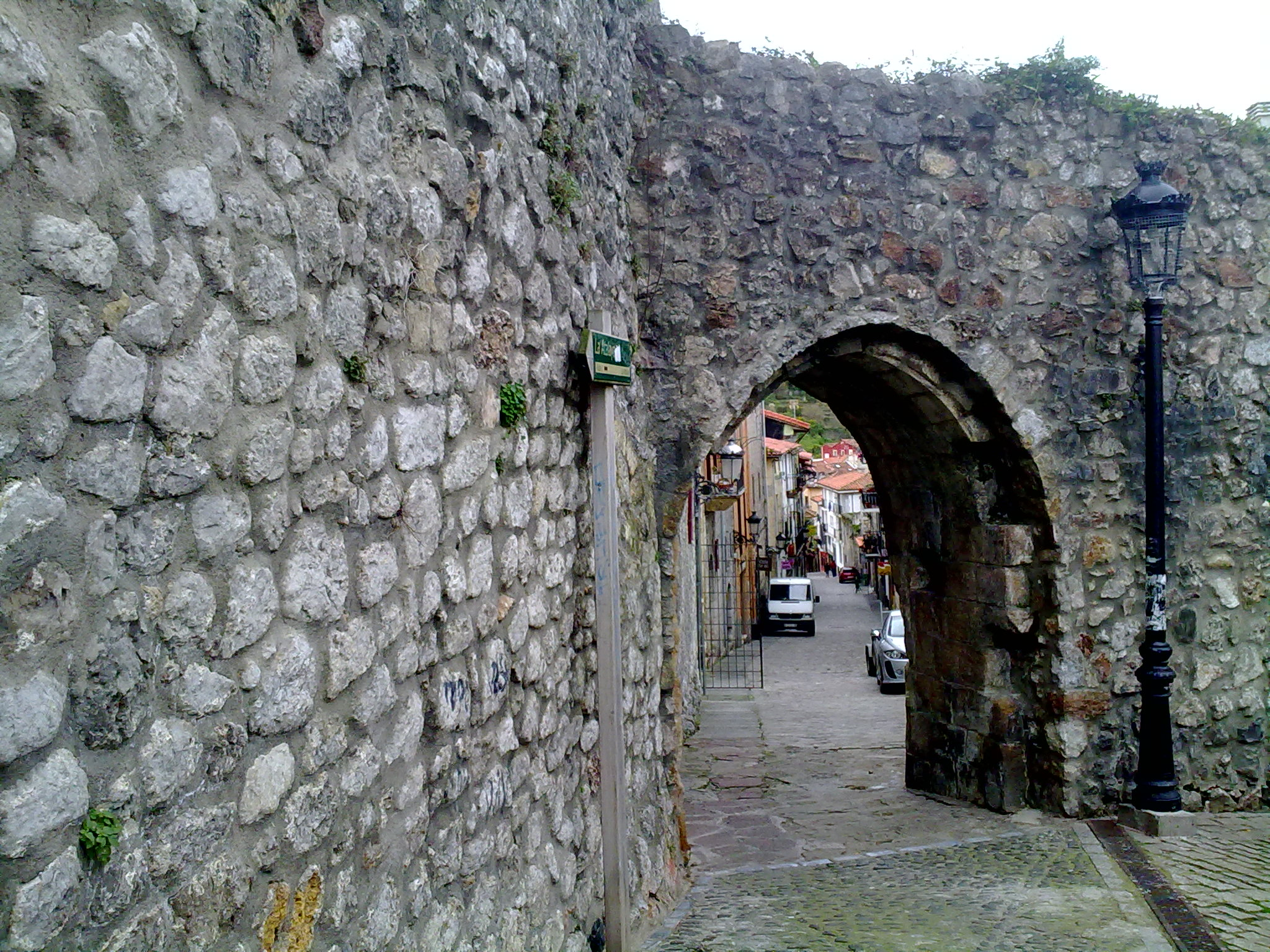
Muralla de Laredo

En el siglo XVII (1600-1700), el concejo de Laredo comprendía, además del casco urbano, los barrios de Mellante, Pereda, Salviejo, Seña, Serna, Tarrueza y Valmejor, extendiéndose su jurisdicción a Ampuero, Cereceda, Hoz de Marrón, Oriñón y Udalla.
En la siguiente centuria, la jurisdicción de Laredo se redujo con la emancipación de Ampuero (1728) y Seña y la limitación de las prerrogativas que la villa tenía sobre Guriezo y Liendo. Más allá del casco urbano, seguían bajo su gobierno Tarrueza y la Junta de Parayas (Cereceda, Gibaja, Hoz de Marrón, Ramales, Rasines y Udalla).

## Los cargos de poder del bastón
A lo largo de toda la Edad Moderna, el ayuntamiento de la villa estuvo integrado por el corregidor real y seis regidores electos, cuatro en representación de los linajes preeminentes (Escalante, La Obra, Cachupín y Villota del Hoyo), uno en representación de los hombres de la mar y otro en representación de comerciantes y artesanos. 
En 1762 Laredo consiguió la ubicación del Regimiento de Milicias, cuyo bastón de mando recaía en el corregidor como representante del rey, y la denominación de bastón de Laredo se extendió para el territorio comprendido entre Vizcaya y las Asturias de Oviedo.

## Incremento del poder de Santander y decadencia del bastón de Laredo

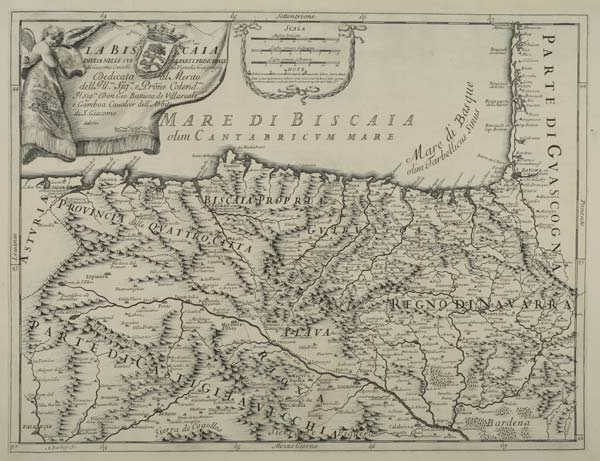
Provincia delle Qvattro Citta en 1696 por el cartógrafo Giacomo Cantelli da Vignola

El incremento de concesiones no logró impedir que Santander se hiciera con la primacía en el territorio de la futura provincia (puerto del Camino de las Harinas de Castilla 1749-1753, sede catedralicia en 1754, ciudad desde 1755, sede de Consulado de Mar y Tierra desde 1785 y residencia del corregidor desde 1802). En 1822 Laredo pasó a ser ayuntamiento y cabeza de partido judicial. En 1833 se constituyó la provincia de Santander y tres años más tarde (1836) Laredo perdió el bastón y, como consecuencia, el corregimiento y todas las instituciones que en él pudieran estar radicadas.